# Trots allt!
För andra betydelser, se Trots allt.
Trots allt! var en svensk antinazistisk tidning som gavs ut från den 7 oktober 1939 till den 15 januari 1952 under Ture Nermans redaktörskap. Tidningens fullständiga titeln var Trots Allt! med devisen Varken tysk eller ryss - svensk och människa. Från 4 januari 1941 bara Svensk och människa. Tidningens namn hade Nerman lånat från Karl Liebknechts text Trotz Alledem!

Tidningen fördömde skarpt fascismen i Italien och nazismen i Tyskland, men tog också upp kampen mot den nazistiska rörelsen i Sverige.
| ”                                                 | hänsyn till svenska staten och svenska folkets fred får aldrig tysta vårt samvete, aldrig hindra oss att tänka och säga vår ärliga mening om rätt och orätt. Den får inte vägra oss att vara människor. | „ |
| – Ture Nerman i första numret av Trots allt!, :60 | |   |

## Redaktion
Redaktionsorten för tidningen var hela tiden Stockholm. Tidningen var en demokratisk kamptidning, en politisk veckotidning. Dess politiska tendens var antinazistisk och antifascistisk. Tidningen ville "bidraga till att bekämpa fascism-nazism och dess allierade utom och inom vårt land.[källa behövs]
Samtliga ledare i tidningen som var skrivna av Turen Nerman utgavs 1946, med ett förord av Zeth Höglund, med titeln För människovärdet
| Period                 | Ansvarig utgivare               | Period | Redaktör |
| 1939-10-03--1940-01-07 | Nerman, Ture                    | 1939-10-07--1952-10-01 | Nerman, Ture |
| 1940-01-08--1940-05-09 | Holst Lagerfeldt, Simon Charles | Redaktören hette ibland Per Edvin Svensk. Källa Nerman, T. Trots allt! : minne och redovisning sid. 94. Inga datum nämns dock. Inget nämns heller om detta i tidningen Trots allt. | Redaktören hette ibland Per Edvin Svensk. Källa Nerman, T. Trots allt! : minne och redovisning sid. 94. Inga datum nämns dock. Inget nämns heller om detta i tidningen Trots allt. |
| 1940-05-10--1940-11-05 | Nerman, Ture                    | Redaktören hette ibland Per Edvin Svensk. Källa Nerman, T. Trots allt! : minne och redovisning sid. 94. Inga datum nämns dock. Inget nämns heller om detta i tidningen Trots allt. | Redaktören hette ibland Per Edvin Svensk. Källa Nerman, T. Trots allt! : minne och redovisning sid. 94. Inga datum nämns dock. Inget nämns heller om detta i tidningen Trots allt. |
| 1940-11-06--1941-02-05 | Björklid, Oskar Erland          | Redaktören hette ibland Per Edvin Svensk. Källa Nerman, T. Trots allt! : minne och redovisning sid. 94. Inga datum nämns dock. Inget nämns heller om detta i tidningen Trots allt. | Redaktören hette ibland Per Edvin Svensk. Källa Nerman, T. Trots allt! : minne och redovisning sid. 94. Inga datum nämns dock. Inget nämns heller om detta i tidningen Trots allt. |
| 1941-02-06--1952-10-01 | Nerman, Ture                    | Redaktören hette ibland Per Edvin Svensk. Källa Nerman, T. Trots allt! : minne och redovisning sid. 94. Inga datum nämns dock. Inget nämns heller om detta i tidningen Trots allt. | Redaktören hette ibland Per Edvin Svensk. Källa Nerman, T. Trots allt! : minne och redovisning sid. 94. Inga datum nämns dock. Inget nämns heller om detta i tidningen Trots allt. |

Trots allt gavs ut en gång i veckan lördagar från 7 oktober 1939 till 11 januari 1941. Från den 17 januari 1941 till 1946 var den fredagstidning. Från 1946 till 1952 gavs den ut oregelbundet.  Efter 21 juni 1946 utkom endast enstaka nummer av tidningen. 1948; 1 nr, 1950; 1 nr, 1951; 3 nr och 1952; 2 nr. 
Bilagan Tittskåpet var satirisk humor, en ansats till satirisk skämttidning enligt Nerman.

## Svenska myndigheters försök att förhindra utgivningen
Trots allt! ansågs av den svenska Regeringen Hansson III bryta mot Sveriges neutralitet. Därför blev tidningen föremål för olika åtgärder.
Trots både ekonomiska svårigheter och svenska statens försök att stoppa tidningen lyckades Trots allt! hålla publiceringen i gång ända fram till krigsslutet, och i det naziockuperade Norge blev insmugglade exemplar av tidningen mycket populära.

### Åtal
I november 1939 åtalades Ture Nerman med anledning av en artikel med rubriken "Hitlers Helvetesmaskin" – på justitieminister K.G. Westmans initiativ – "för smädelse av främmande makt", varefter han av en tryckfrihetsjury ansågs skyldig och dömdes till tre månaders fängelse, vilket han avtjänade på Långholmen den 10 oktober 1940–10 januari 1941. Ett åtal i december 1939, och ett i april 1940 ogillades av tryckfrihetsjuryn.:59

### Konfiskeringar
Tidningen konfiskerades åtta gånger.:59

### Transportförbud
I början av 1940 började myndigheterna tillämpa ett transportförbud, med stöd av en äldre lagparagraf, vilket innebar att tidningen 1940–1941 förbjöds att distribueras i Sverige via posten, statliga järnvägar bussar och transportfirmor.

## Tryckning och upplaga
Förlaget hette från den 19 mars 1940 till 21 juni 1946 Andelsföreningen Trots Allt u.p.a. med säte i Stockholm. Från 1948 till 1952 gavs tidningen ut av Ture Nerman privat.
Tidningen trycktes bara med svart färg och med antikva som typsnitt. Satsytan var stor inledningsvis men från 2 oktober 1942 blev den 34x24 cm dvs nästan tabloid resten av utgivningstiden utom 1951-1952 då den mindre oktavformat 16 x 12 cm.
Sidantal i tidningen var 1939 till 25 september 1942 4-6 sidor. 1942 hade tidningen flest sidor 12 till 20 och resten av utgivningstiden 8 till 16 sidor. I det mindre formatet 1951-1952 ökade sidantalet till 16 till 24 sidor. En prenumeration kostade 75 öre 1939 och sedan 5 kronor 1940, 6 kronor 1941 och 7 kronor 1942 till 1946, därefter såldes tidningen för 35 öre lösnumret och 1952 50 öre lösnumret.
Upplagan var brutto 20 000-30 000 under 1939 enligt tidningen. Den ökade till 40 000 1941 enligt tidningen men Nerman ger en lägre siffra i sin bok 8 000 för 1940. 1942 nådde upplagan 50 000 exemplar och i december 1942 delades 223 000 ex ut gratis i Stockholm, 95 000 exemplar ut i Göteborg och i april 1943 13 000 i Borås i värvningssyfte. Upplagan minskade till 38 000 1943 och 25 000 1944 men dessa år var det kontrollerade siffror från USTT. 1946 trycktes tidningen i 20 000 exemplar men bara hälften blev sålda enligt Nerman(sid 92). Upplagan 1948 till 1952 var på 2 500 exemplar enligt Nerman.
| Period                 | Tryckeri                                | Ort       | Kommentar |
| 1939-10-07--1939-10-21 | Aktiebolaget Boktryckerivara            | Stockholm | 3 nummer av tidningen |
| 1939-10-28--1939-11-18 | Tryckeri Boken                          | Stockholm | 4 nummer av tidningen |
| 1939-11-25--1941-12-12 | Tryckeriaktiebolaget Federativ          | Stockholm | Syndikalisternas förlag |
| 1941-12-19--1943-12-31 | Andelsföreningen Trots allt!:s tryckeri | Stockholm | Tryckerinamnet anges på tidningen men användes som täcknamn för det verkliga tryckeriet som var Social-Demokratens AB:s tryckeri. Se: Nerman, T. sid. 90-91. |
| 1941-12-19--1946-06-21 | Social-Demokratens aktiebolags tryckeri | Stockholm | |
| 1948-05-01--1950-05-01 | Social-Demokratens aktiebolags tryckeri | Stockholm | 2 nummer av tidningen |
| 1951-02-01--1951-02-01 | Express-tryck                           | Stockholm | 1 nummer av tidningen |
| 1951-05-01--1952-10-01 | Aktiebolaget Boktryckerivara            | Stockholm | 4 nummer av tidningen |